# Ironman Maastricht-Limburg

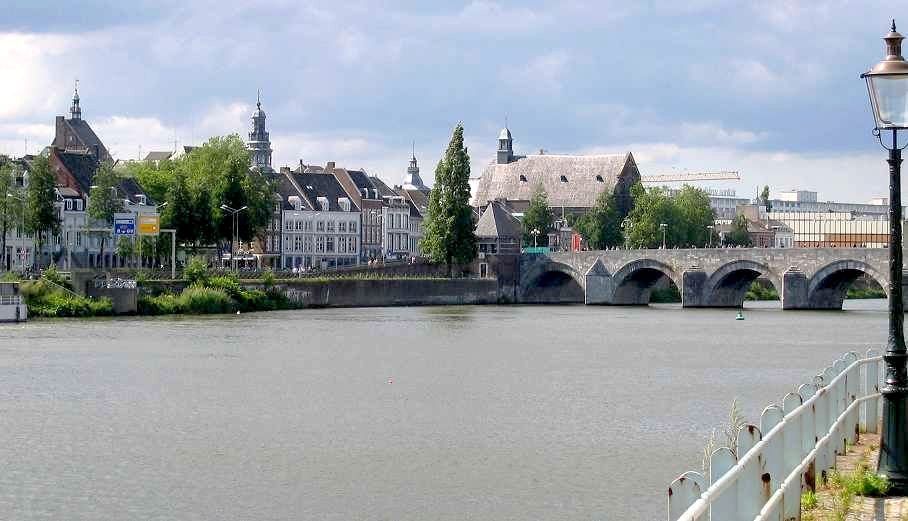
Maastricht Altstadt mit dem Fluss Maas

Der Ironman Maastricht-Limburg war eine von 2015 bis 2018 und 2022 erneut jährlich im August stattfindende Triathlon-Sportveranstaltung über die Ironman-Distanz (3,86 km Schwimmen, 180,2 km Radfahren und 42,195 km Laufen) in Maastricht (Provinz Limburg) in den Niederlanden.

## Organisation
2012 wurden hier in der Region bereits die UCI-Straßen-Weltmeisterschaften ausgetragen und der erste Ironman-Wettkampf fand hier am 2. August 2015 statt. Eineinhalb Monate nach dem Rennen am 5. August 2018 erhielt die ursprüngliche Siegerin, die Niederländerin Els Visser vom Veranstalter die Nachricht, dass sie nachträglich disqualifiziert und aus der Wertung genommen worden sei. Nachdem Visser gegen die Disqualifikation vorgegangen war, wurde ihr der Sieg 2019 wieder zugesprochen.
Im August 2022 fanden am ersten Wochenende das 70.3 Rennen sowie die Langdistanz an beiden Tagen statt.

### Streckenverlauf
Die Strecke des Ironman Maastricht-Limburg führte durch die hügelige Landschaft der Provinz Limburg und endet im Stadtkern von Maastricht.
Der 3,86 km lange Schwimmkurs führte durch den Fluss Maas, gefolgt von einer profilierten 180,2 km langen Radstrecke über zwei Runden. Der Marathon führte in drei Runden rund um Maastricht und die „Sports Zone“ von Sittard-Geleen.

## Siegerliste
| Datum/Jahr    | Männer               | Männer             | Männer             | Frauen               | Frauen             | Frauen              |
| Datum/Jahr    | Erster Platz         | Zweiter Platz      | Dritter Platz      | Erster Platz         | Zweiter Platz      | Dritter Platz       |
| ------------- | -------------------- | ------------------ | ------------------ | -------------------- | ------------------ | ------------------- |
| 7. Aug. 2022  | Jardy Van Den Heuvel | Michal Migala      | Olaf Van Den Bergh | Marit Bergmann       | Lisanne Naumann    | Dieuwertje Bax      |
| 5. Aug. 2018  | Pascal Ramali        | Dirk Wijnalda      | Jan Bruns          | Els Visser           | Yvonne van Vlerken | Sonja Bracegirdle   |
| 6. Aug. 2017  | Michael Weiss (SR)   | Michael Van Cleven | Bas Diederen       | Saleta Castro        | Brooke Brown       | Kate Comber         |
| 31. Juli 2016 | Igor Amorelli        | Mark Oude Bennink  | Bas Diederen       | Mary Beth Ellis (SR) | Saleta Castro      | Tineke van den Berg |
| 2. Aug. 2015  | Bas Diederen         | Mark Oude Bennink  | Alberto Casadei    | Yvonne van Vlerken   | Sarissa De Vries   | Carla van Rooijen   |

(SR: Streckenrekord)